# Unitat per la Democràcia i la Justícia
La Unió o Unitat per la Democràcia i Justícia és un partit polític etiòpic establert el 20 de juny de 2008 per disputar les eleccions del 2010. Es basa principalment en els partits que constituïen la Coalició per la Unió i la Democràcia. El líder del partit és la sra. Birtukan Midekssa. És part essencial de la coalició de vuit partit anomenada Medrek, que fou la força més gran d'oposició a les eleccions del 2010.

## Descripció
La Unió per la Democràcia i la Justícia (UDJ), generalment coneguda com a Andenet, (paraula amhàrica equivalent a "Unió") és un partit polític d'oposició nacional etiòpic establert per anteriors líders i membres de la CUD (Coalició per la Unitat i la Democràcia). Andenet és una forma curta del nom (Andenet ledemocracy ena lefitih). Havent estat format per un nombre significatiu d'anteriors líders i membres de la CUD així com havent adoptant el manifest i estatuts de la CUD, l'UDJ (o UDJP) es considera com a descendent directe de la CUD. Amb la seva àmplia presència oficial a Etiòpia i a l'estranger, la UDJ es considerava que era el partit d'oposició polític més fort i únic que podia desafiar al Front Democràtic Revolucionari Popular Etíop (EPRDF) en les eleccions del 2010 (o posteriors).
La UDJP està presidida per Birtukan Midekssa. El Dr. Yakob Hailemariam és el seu vicepresident; els dos eren líders destacats de la CUD que foren empresonats i posteriorment perdonats pel govern etiòpic. Birtukan Midekssa fou després empresonat per criticar públicament les condicions del seu empresonament i va dir que [el primer ministre Meles zenawi] va violar la llei. L'actuació del govern etiòpic fou considerada per molts observador i pels partits d'oposició etiòpics com a manera de bloquejar unes eleccions lliures i democràtiques.

## Darreres actuacions
La UDJP es va formar amb 42 membres del parlament i els representants dels anteriors líders i membres de la CUD el 17 de juny, de 2008. Les organitzacions de suport ubicades a l'estranger així com els membres que representaven woredes (districtes) a Etiòpia també van participar. Aquesta reunió se suposava que s'havia de fer a l'hotel imperial el 13 de juny de 2008 però va haver de ser ajornada per problemes amb els permisos governamentals. La reunió estava es va fer més tard en un campament del partit, en una tenda eol 17 de juny de 2008. Foren designats 105 representants, 60 permanents i 15 membres del comitè centrals provisionals, elegits després de 6 hores de discussió. La mateixa reunió elegia els executius del partit (18 a part dels 6 que eren primers executius) sent el president (presidenta) Birtukan Midekssa, la segona dona etiòpica per dirigir un partit polític (abans Yeharerwerk Gashaw, la fundadora de Dones etiòpiques per la Pau i la Democràcia el 1986 i actualment presidenta del Govern Nacional Etiòpic a l'Exili (basat als Estats Units).
A la reunió de 15 de desembre de 2009, la Junta Directiva Nacional reforçada de l'UDJ es va formar amb les següents assignacions o reassignacions: 
- Jutgessa Birtukan Mideksa - Presidenta
- Engineer Gizachew Shiferaw – vicepresident (abans president suplent i cap d'Afers Organitzatius)
- Dr. Hailu Araaya - president suplent i Cap d'Estudis i Recerques
- Dr. Negaso Gidada – vicepresident suplent i Cap d'Afers Exteriors
- Ato Siyye Abraha – vicepresident suplent i Cap de Relacions Públiques
- Ato Asrat Tasie – Cap d'Afers Organitzatius
- Ato Andualem Aragie – Secretari General
- Ato Haileyesus Mekonnen – Cap suplent d'Afers Organizatius
- Ato Shimelis Habte – Segon Cap de Relacions Públiques

El mateix dia, els reglaments i manifest del partit foren adoptats basats en el del seu predecessor, el CUD, sent adequadament revisats i adoptats. Després d'aquesta reunió, les signatures dels seguidors exigits (de quatre a cinc vegades més que el requisit mínim de 1.500), objectius, logo, programa i el nom del partit entre altres documents foren sotmesos a la junta electoral nacional d'Etiòpia (NEBE) pel permís i registre. Després que tres revisions per part del NEBE i les esmenes i explicacions corresponents per l'UDJP (entre els punts objectats estaven el nom del partit i el logo), la presidenta va obtenir el certificat de registre del partit.
USJP té organitzacions de suport a tots els continents. Ha obert 34 oficines a les regions etiòpiques d'Amhara, Oròmia, Pobles del Sud, Afar, Harari i Addis Abeba.
UDJP va tenir el seu primer míting públic al Electric Meeting Hall, Mèxic, Addis Abeba, Etiòpia amb més de 5.000 assistents. Va declarar en el seu pla d'obrir 117 oficines i reclutar 60.000 membres de ple dret a Etiòpia. Va afirmar que tindria més de dos milions de seguidors i un pressupost anual de més de 900.000 dòlars l'any 2008-2009.

## Ideologia actual[9]
- Reforma constitucional.

Constitució amb una validesa a llarg termini que els governs consecutius no han de manipular.
El dret a l'autodeterminació fins a la secessió és en interès de la Democràcia Revolucionària i no en favor dels ciutadans que desitjarien veure tots els seus interessos i actituds plenament acollides. L'article s'esmenarà de manera que els ciutadans veuran els seus drets individuals respectats, proporcionant propietat privada, pública i comunal i el dret a la compra de terra. Les regions federals s'establiran sobre criteris que acullin els diversos interessos, actituds i desitjos de la gent i els llaços culturals i històrics, llengua, forma d'establiment, localització geogràfica, viabilitat de desenvolupament i eficiència administrativa. La ciutat-consell d'Addis Abeba ha de comptar per la Cambra Federal. El poder legislatiu serà aplicat de manera a acomodar els interessos, accions i actituds del poble i ha de ser efectiu com perquè els mirjans, la junta electoral i la comissió de servis civils assegurin al Parlament el principi de vot confidencial per garantir la protecció contra l'abus pel poder executiu; la cambra federal ha de tenir els mateixs poders legislatius que la cambra popular; si la cambra federal té poders legislatius no pot tenir el poder d'interpretar la constitució perquè impedeix altres mithans de defensa del sistema i podria legislar lleis que podrien estar contra la constitució.
El president ha de tenir el poder de servir com a símbol d'unitat del poble i resoldre conflictes i coordinar activitats humanitàries amb neutralitat. Una provisió limitarà el càrrec de primer ministre a dos terminis. Els deures i responsabilitats del Consell de Minuistres seran millorats per no interferir en els poders legislatiu i judicial. El consell de ministres serà millorat també per permetre el poder de forçar un vot de confiança del primer ministre, garantint el poders legislatiu i prevenint els cossos executius d'interferir en els afers dels cossos judicials. Les activitats de les forces de defensa i polícia seran revisades de manera que els drets humans i democràtics dels ciutadans no siguin violats. Les disposicions per l'establiment d'una junta electotal i el nomenament dels seus membres seran regulats per garantir la neutralitat dels membres i la independència de l'organisme.
- Rehabilitació Econòmica

- Propietat privada i comunal en terres de l'estat o en terres interrelacionades en agricultura i desenvolupament industrial. Dotze anys d'escola elemental i escola superior. Desenvolupament de les infraestructures. Sanitat preventiva amb atenció especial al SIDA.

- Relacions Exteriors

Restauració del dret etiòpic a un port, construcció per mutu benefici i utilització dels rius internacionals, i demarcació de fronteres.
- Govern

Parlament bicameral amb president elegit directament; govern federal per als estats regionals formats d'acord amb la geografia, cultura i identitat. Lliberat de religió, d'expressió i respecte als drets humans. Mitjans de comunicació lliures, així com la junta electoral i el servei públic.